# Combreux
 Combreux  es una población y comuna francesa, situada en la región de Centro, departamento de Loiret, en el distrito de Orléans y cantón de Châteauneuf-sur-Loire.

## Demografía
| 206 | 183 | 163 | 173 | 142 | 202 |
| Para los censos de 1962 a 1999 la población legal corresponde a la población sin duplicidades (Fuente: INSEE [Consultar]) |     |     |     |     |     |